# Boloria postpadimaxima
Boloria postpadimaxima är en fjärilsart som beskrevs av Ruggero Verity 1950. Boloria postpadimaxima ingår i släktet Boloria och familjen praktfjärilar. Inga underarter finns listade i Catalogue of Life.